# Супергеройский отряд
Супергеройский отряд (Отряд Супергероев; англ. The Super Hero Squad Show) — американский анимационый сериал от Marvel Animation по мотивам комиксов Marvel Comics.

## Сюжет
Злодей Доктор Дум попытался захватить власть над миром с помощью артефакта, известного как «Меч Бесконечности», однако Железный человек остановил его. Меч Бесконечности был разбит в ходе битвы на множество осколков, фракталов, которые упали на Город Супергероев. Чтобы вновь вернуть себе силу Меча Бесконечности, Доктор Дум собрал огромное количество суперзлодеев и основал Смертоносный Легион, целью которого стало отыскать для него все фракталы, каждый из которых обладает уникальной силой. Чтобы помешать Доктору Думу, Железный Человек возглавил команду под названием Отряд Героев, который состоит из Сокола, Халка, Серебряного Сёрфера, Тора, Росомахи и Рептила. Состав довольно непостоянный — периодически к ним присоединяются другие супергерои, чтобы сражаться с той или иной угрозой.

## Роли озвучивали
- Чарли Адлер[англ.] — Капитан Британия, Доктор Дум, Плавильщик[англ.], Плантмен[англ.], Саблезубый, Крушитель, Супер-Скрулл (1-й сезон), Думботы, Синтия фон Дум[англ.], Фил Шелдон
- Алими Баллард — Сокол, Громобой, Силач
- Стивен Блум — Росомаха, Хеймдалль (1-й сезон), Забу, Мерзость, Фин Фан Фум, Пиро, Танос (1-й сезон), Редвинг, Дро’ги (Dro’ge)
- Дэйв Боат[англ.] — Тор, Существо, Уату, Трапстер, Барон Мордо, Мать Галактуса, Капитан Лихтенштейн, Джон Портер, Адам Уорлок, Дракула, Док Самсон, Леший
- Джим Каммингс — Танос (2-й сезон), Супер-Скрулл (2-й сезон), Человек-факел
- Грей Делайл — Мисс Марвел, Чаровница, Волкана, Фригга
- Майк Келли[англ.] — Серебряный Сёрфер/Тёмный Сёрфер, Железный Кулак
- Томас Кенни — Железный человек, Капитан Америка, Колосс, Джаггернаут, МОДОК, Фандрал, Стражи, Космический Фантом[англ.]
- Стэн Ли — мэр Города супергероев
- Тара Стронг — Невидимая леди, Г.Е.Р.Б.И., Алая Ведьма, Бринни Брэттон, Принцесса Анелли[англ.], Торо[англ.], Алисия Мастерс, Холло-Болл, Королева Карнаж
- Джош Китон — Лунный мальчик
- Трэвис Уиллингем[англ.] — Халк, Человек-факел, Скёрдж, Забивальщик, Гиперион, Зевс, Бальдер[англ.], Ханс
- Джесс Харнелл — Один / Геркулес / прочие персонажи (в 8 эпизодах)

## Трансляции
Первый сезон дебютировал в сети Cartoon Network в США 14 сентября 2009 года. Премьера второго сезона, основанного на серии комиксов The Infinity Gauntlet, состоялась Cartoon Network 23 октября 2010 года. Показ продолжался до 19 февраля 2011 года, когда был показан 40-й эпизод («Fate of Destiny!»). Позже, новые эпизоды транслировались только на канадском Teletoon и были доступны для покупки на iTunes. В сентябре 2011 года Cartoon Network объявила, что новые эпизоды Super Hero Squad Show будут показывать с понедельника, 3 октября 2011 года. Показ сериала закончился 14 октября 2011 года. Всего было выпущено 52 эпизода. 30 января 2012 года The Hub начал трансляцию сериала в рамках ежедневного показа с понедельника по пятницу. В результате потери Cartoon Network прав на сериал, все материалы Super Hero Squad были удалены с веб-сайта сети, за исключением видеоклипов на YouTube.
В апреле 2011 года была выпущена массовая многопользовательская онлайн-игра под названием «Marvel Super Hero Squad Online». Игра в значительной степени основана на франшизе Super Hero Squad, с возвращением характера персонажей супергероев.

### Международные показы
| Страна / Регион      | Канал                                     | Даты показа                     |
| -------------------- | ----------------------------------------- | ------------------------------- |
| США                  | Cartoon Network Discovery Family          | 14 сентября 2009 30 января 2012 |
| Канада               | Teletoon Disney XD                        | 13 сентября 2009 7 декабря 2015 |
| Великобритания       | Nicktoons                                 | 16 октября 2009                 |
| Австралия            | ABC Me                                    | 4 декабря 2009                  |
| Китайская Республика | Cartoon Network (Тайвань)                 | 5 апреля 2010                   |
| Италия               | Nickelodeon (Италия)                      | 26 апреля 2010                  |
| Финляндия            | Disney XD                                 | 7 июня 2010                     |
| Польша               | Disney XD (Польша)                        | 7 августа 2010                  |
| Нидерланды           | Disney XD (Нидерланды)                    | 22 августа 2010                 |
| Пакистан             | Cartoon Network (Пакистан)                | 12 июля 2010                    |
| ЮАР                  | Disney XD (Южная Африка)                  | Май 2011, 2011                  |
| Сингапур             | Okto                                      | Июль 2011, 2011                 |
| Япония               | Cartoon Network (Япония)                  | TBA                             |
| Индия                | Cartoon Network (Индия) Disney XD (Индия) | — 18 августа 2014               |

## Другие медиа

### Комиксы
Серия комиксов из четырёх частей, основанная на сериале, была выпущена осенью 2009 года под названием Marvel Super Hero Squad. Серия была успешной, и Marvel возобновил её в январе 2010 года в виде текущей серии, теперь озаглавленной: Super Hero Squad. Комикс содержит не только персонажи из сериала, но также и персонажей вне шоу. По состоянию на 8 декабря 2010 года Super Hero Squad выпустил в общей сложности 12 выпусков. С тех пор никаких новых выпусков не появилось, что, по-видимому, свидетельствует о том, что франшиза комиксов отменена. Пытаясь вернуть франшизу, Marvel выпустила Super Hero Squad Spectacular, в которой Потусторонний отправляет супергероев на другую планету со своими врагами из Смертельного легиона.

### Домашнее видео
Большинство эпизодов сериала были выпущены на DVD. В США этим занималась компания Shout! Factory. Также сериал выходил на DVD в Великобритании, Австралии и Канаде.

### Видеоигры
20 октября 2009 года вышла видеоигра Marvel Super Hero Squad. Её продолжение, Marvel Super Hero Squad: The Infinity Gauntlet, вышла 16 ноября 2010 года.